# 好莱坞大道
好莱坞大道（英語：Hollywood Boulevard）位于美国洛杉矶好莱坞，東接日落大道，西北方止於佛蒙特大道，全長4.5英里（7.2）。其中一段因为有很多影视明星在大道上留有手印，脚印和签名而出名，被称为好莱坞星光大道。

## 歷史
好莱坞大道于1887年至1910年间称为展望大道（Prospect Avenue），到洛杉矶市與荷里活镇合併后才改为现时的名称。
1964年，美国乡村音乐歌手金·奧崔（Gene Autry）於好萊塢聖誕大遊行期間，聽到遊人大叫：「聖誕老人來了！聖誕老人來了！」（Here comes Santa Claus, here comes Santa Claus!），觸發他的靈感，與奧克利·霍爾德曼一起，創作了《聖誕老人來了》一曲。
洛杉矶捷运红线的部份地底路段跟随好莱坞大道的走线，而红线的该段路线则于1999年6月通车。

## 活化工程
好莱坞大道曾經是流鶯出沒的煙花之地，1990年電影《風月俏佳人》（李察·基爾及茱莉亞·羅拔絲主演），開頭就有一幕男主角向街頭妓女問路的場景。
自1995年起，時任洛杉磯市議員的傑克·戈爾登伯格大力推廣翻新好莱坞大道，使它重拾昔日的光輝。2001年興建的好萊塢和高地中心（Hollywood and Highland Center）及杜比劇院（前柯达戏院）皆為計劃的一部分。
2006年，全街更換雙頭式賦有懷舊色彩的街燈，路邊種滿一排排的棕櫚樹及設置射燈，藉以營造五光十色的感覺。
數年的活化工程，包括興建新學校、博物館、零售和公寓大樓等，前後耗資了20億美元。

## 圖片集
- 荷里活星光大道
- 荷里活大道夜景
- 好萊塢和高地中心對出（攝於2006年）
- 好萊塢和高地中心對出（攝於1907年）
- 約1909年攝

## 沿途地標及景點

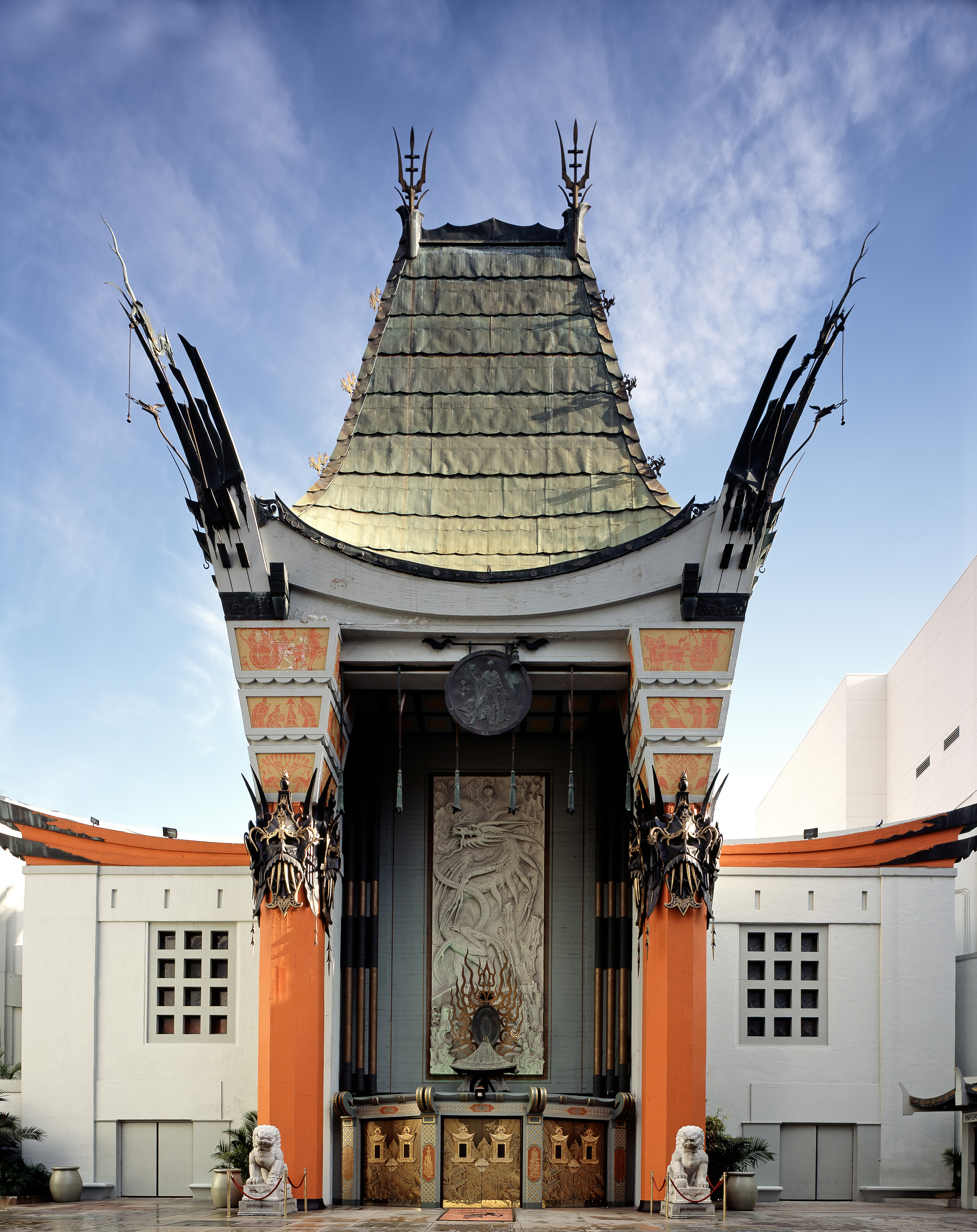
中國戲院

- 巴恩斯德爾藝術公園（英语：Barnsdall Art Park）
- 鮑勃霍普廣場（英语：Bob Hope Square）
- 好萊塢百老匯大廈（英语：Broadway Hollywood Building）
- Capitol唱片公司大樓（英语：Capitol Records Building）
- 中国戏院
- 杜比劇院（前柯达戏院）
- 格勞曼埃及劇院（英语：Grauman's Egyptian Theatre）
- 埃爾卡皮坦劇院（英语：El Capitan Theatre）
- 荷里活標誌
- 好萊塢太平洋劇院（英语：Hollywood Pacific Theatre）
- 好萊塢羅斯福酒店
- 荷里活星光大道
- 好萊塢蠟像館
- 好萊塢共濟會聖殿（英语：Hollywood Masonic Temple）
- 好萊塢杜莎夫人蠟像館
- 里普利之信不信由你！奇聞盛典（英语：Ripley's Believe It Or Not! Odditorium）